# رموز التأشير في الشطرنج
عند كتابة تعليقات توضيحية لألعاب الشطرنج، كثيرًا ما يستخدم المعلقون رموز التعليقات التوضيحية المعروفة على نطاق واسع.
علامات الاستفهام وعلامات التعجب تدل على الخطوة بأنها سيئة أو جيدة في كل مكان في الشطرنج. تحتوي بعض المنشورات المخصصة لجمهور دولي، مثل جمهور الشطرنج ، على مجموعة واسعة من الرموز الإضافية التي تتجاوز حواجز اللغة.
الرموز الشائعة لتقييم مزايا الحركة هي "؟؟" و "؟" و "؟!" و "!؟" و "!" و "!!". في هذه الحالات، يتم وضع الرمز المقابل جنبًا إلى جنب في النص مباشرة بعد النقل (على سبيل المثال Re7؟ أو Kh1!؟).
يعد استخدام رموز التعليقات التوضيحية أمرًا شخصيًا، حيث تستخدم التعليقات التوضيحية المختلفة الرموز نفسها بشكل مختلف. علاوة على ذلك، غالبًا ما يتأثر استخدام المعلق للرموز بقوة اللاعب: سوء تقدير موضعي قد يعطي المعلق "؟؟" إذا لعبت مع سيد كبير قوي، وقد تمر دون ملاحظة إذا لعبت مع مبتدئ.
قد يتأثر استخدام التعليقات التوضيحية لعلامات الترقيم أيضًا بنتيجة اللعبة بغض النظر عن الجودة الفعلية للحركة؛ يشار إلى هذا الاتجاه أحيانًا باسم «التعليق التوضيحي بالنتيجة».

## رموز التقييم

### التحركات
حرك رموز التقييم، من خلال زيادة فاعلية الحركة:

### ؟؟ (خطأ فادح)
علامة الاستفهام المزدوجة "؟؟" يشير إلى خطأ فادح، خطأً سيئًا. الحركات النموذجية التي تتلقى علامات استفهام مزدوجة هي تلك التي تتغاضى عن تكتيك يربح مادة جوهرية أو يغفل عن زميل.
عادة ما تؤدي الخطوة الجديرة بـ "؟؟" إلى فقدان المركز على الفور. من حين لآخر، يتم استخدام العلامة لحركة تحول المركز الرابح إلى تعادل، ربما لأن المعلق يشعر أن الخطأ لا يليق بمستوى مهارة اللاعب. تحدث على جميع مستويات اللعب لجميع المنافسين من البشر.

### ؟ (خطأ)
علامة استفهام واحدة "؟" يشير بعد الحركة إلى أن صاحب التعليق يعتقد أن هذه النقلة سيئة وأنه لا ينبغي لعبها. غالبًا ما تؤدي الأخطاء إلى فقدان الإيقاع أو المادة. قد تكون طبيعة الخطأ إستراتيجية أكثر من كونها تكتيكية؛ في بعض الحالات، قد تكون الحركة التي تستقبل علامة استفهام من الصعب العثور على تفنيد لها. نادرًا ما يحصل أكثر من علامة استفهام واحدة، على سبيل المثال.
إن استخدام علامة استفهام مفردة أو مزدوجة أمر شخصي وقد يعتمد على قوة اللاعب. على سبيل المثال، إذا ارتكب مبتدئ خطأً استراتيجيًا خطيرًا (على سبيل المثال، قبول نقاط ضعف غير مبررة في البيدق أو التبديل إلى نهاية لعبة مفقودة) أو أغفل تسلسلًا تكتيكيًا، فقد يتم تفسير ذلك من خلال افتقار المبتدئين إلى المهارة ويتم إعطاؤهم علامة استفهام واحدة فقط. إذا قام السيد بنفس الخطوة، فقد يستخدم بعض المعلقين علامة الاستفهام المزدوجة للإشارة إلى أن المرء لن يتوقع أبدًا قيام لاعب يتمتع بقوة السيد بهذه الخطوة الضعيفة.

### ؟! (تحرك مشكوك فيه)
هذا الرمز مشابه لـ "!؟" (أدناه) ولكنه يشير عادةً إلى أن مقدم التعليقات يعتقد أن هذه الخطوة مشكوك فيها، مشكوك فيها ولكن من المحتمل أن تكون لها مزايا. ال "؟!" قد يشير أيضًا إلى أن مقدم التعليقات يعتقد أن هذه الخطوة تستحق النقد ولكنها ليست سيئة بما يكفي لتبرير "؟". التضحية التي تؤدي إلى هجوم خطير يجب أن يكون الخصم قادرًا على الدفاع عنه إذا لعب جيدًا قد يتلقى "؟!". بدلاً من ذلك، قد يشير هذا إلى حركة سيئة من الناحية الموضوعية، ولكنها تشكل فخًا جذابًا.

### !؟ (خطوة مثيرة للاهتمام)
ال "!؟" هو أحد أكثر الرموز إثارة للجدل. الكتب المختلفة لها تعريفات مختلفة قليلاً. ومن بين التعريفات «مثيرة للاهتمام، ولكن ربما لا تكون الخطوة الأفضل»، و «الخطوة التي تستحق الاهتمام»، «الخطوة الجريئة» و «الخطوة الخطرة». عادة ما يشير إلى أن الحركة تؤدي إلى إثارة أو لعب جامح ولكن التقييم الموضوعي للحركة غير واضح. وغالبًا ما يتم استخدامه أيضًا عندما يضع اللاعب مصيدة ماكرة في مركز خاسر. التحركات النموذجية تلقي "!؟" هي تلك التي تنطوي على تضحيات مضاربة أو هجمات خطيرة قد يتبين أنها قاصرة من الناحية الإستراتيجية.

### ! (حركة جيدة)
بينما تشير علامات الاستفهام إلى حركات سيئة، فإن علامات التعجب ("!") تشير إلى حركات جيدة، خاصة تلك الحركات المفاجئة أو التي تنطوي على مهارة معينة. يمكن أيضًا تفسير الرمز على أنه «أفضل حركة». عادة ما تكون التعليقات التوضيحية متحفظة إلى حد ما مع استخدام هذا الرمز.
تختلف أسباب منح الرمز اختلافًا كبيرًا بين المعلقين؛ من بينها الابتكارات القوية في الافتتاح ، والاختراقات في الوقت المناسب، والتضحيات الصوتية، والحركات التي تضع الفخاخ في المراكز المفقودة، والحركات التي تتجنب مثل هذه الفخاخ، والخيارات النفسية الجيدة في الافتتاح.

### !! (حركة رائعة)
تُستخدم علامة التعجب المزدوجة ("!!") في الحركات القوية جدًا، مثل التضحيات الصوتية لكميات كبيرة من المواد والحركات غير البديهية التي تثبت أنها قوية جدًا.

### آخرون
استخدم عدد قليل من الكتاب ثلاث علامات تعجب أو أكثر ("!!!") لحركات رائعة بشكل استثنائي. على سبيل المثال، في روتلوي روبنستن 1907، منح هانس كومش لروبنشتاين 22 ... Rxc3 ثلاث نقاط تعجب. وبالمثل، قد يُمنح الخطأ الفادح بشكل استثنائي ثلاث علامات استفهام أو أكثر ("؟؟؟"). الإجماع العام بين كتاب الشطرنج هو أن هذه الرموز غير ضرورية.
استخدم عدد قليل من الكتاب مجموعات غير عادية من علامات الاستفهام وعلامات التعجب (على سبيل المثال "!!؟"، "؟!؟"، "؟؟!") لحركات غير عادية أو مثيرة للجدل بشكل خاص، ولكن ليس لها معنى مقبول بشكل عام، وهي تستخدم عادة لأغراض الدعابة أو الترفيه.
في بعض الأحيان، يمكن وضع رمز التعليق التوضيحي بين قوسين، على سبيل المثال "(؟)"، "(!)". استخدمها كتّاب مختلفون بطرق مختلفة. على سبيل المثال، استخدم سايمون ويب "(؟)" للإشارة إلى حركة تبدو موضوعية، لكنها كانت في رأيه اختيارًا نفسيًا سيئًا، بينما استخدمها روبرت هوبنر للإشارة إلى حركة غير دقيقة وتجعل مهمة اللاعب أكثر صعوبة.

### استخدامات بديلة
هناك بعض الأنظمة التي تستخدم هذه الرموز بطرق مختلفة.

#### اتفاقية نان
في كتاب جون نان 1992 كتاب أسرار الغراب النهايات وغيرها من الكتب في سلسلة (أسرار النهايات الصغرى من قطعة و أسرار النهايات)، جون نان يستخدم هذه الرموز بطريقة أكثر تحديدًا، حيث الخط الأمثل من اللعب يمكن يتم تحديده على وجه اليقين:
- !  الحركة الوحيدة التي تحافظ على التقييم الحالي للموقف: إذا تم رسم المركز نظريًا، فهذه هي الحركة الوحيدة التي لا تخسر؛ إذا تم الفوز بالمركز نظريًا، فهذه هي الحركة الوحيدة التي تضمن الفوز. أن "!" يتم استخدامه مهما كانت تافهة الحركة المعنية؛ الاستثناء الوحيد هو إذا كانت الخطوة القانونية الوحيدة.
- !!  من الصعب بشكل خاص العثور على "!" يتحرك.
- ؟  حركة تؤثر سلبًا على تقييم المركز: إذا تم رسم المركز قبل التحرك، فقد الآن؛ إذا فازت قبل هذه النقلة، يتم الآن سحبها أو فقدها.
- ؟؟  من الواضح أنها سيئة "؟" يتحرك.
- !؟  حركة تجعل مهمة الخصم أكثر صعوبة أو تجعل مهمة الفرد أسهل؛ على سبيل المثال، في موقف خسر نظريًا، وهي حركة تجبر الخصم على العثور على العديد من "!" يتحرك من أجل الفوز.
- ؟!  حركة تجعل مهمة الخصم أسهل أو تجعل مهمة الفرد أكثر صعوبة؛ على سبيل المثال، في مركز الفوز نظريًا، وهي حركة تتطلب عدة "!" لاحقة. يتحرك من أجل الفوز (نان 1999).

وقد استخدمت هذه الاتفاقية في بعض الأعمال لاحقة، مثل الأساسية النهايات الشطرنج و أسرار البيدق النهايات التي كتبها كارستن مولر وفرانك لامبري، ولكن يمكن الافتراض بأمان لا تستخدم الاتفاقية ما لم يكن هناك مذكرة محددة على خلاف ذلك. لا يمكن استخدام اصطلاح نان للتعليق على الألعاب الكاملة لأن التقييم الدقيق للموقف غير عملي عمومًا للحساب.
في عام 1959، استخدم Euwe و Hooper نفس علامة الاستفهام، «... خطأ حاسم ...».

#### نهج هوبنر
الألمانية غراند ماستر روبرت هوبنر تفضل أكثر من ذلك تحديدًا، والاستخدام المحدود للرموز في تقييم الخطوة: «لقد تعلق علامات استفهام على التحركات التي تغير موقف الفوز في مباراة تعادل أو موقف تعادل في واحدة يخسر، وفقًا لرأيي. الحركة التي تحول لعبة فائزة إلى لعبة خاسرة تستحق علامتي استفهام ... لقد وزعت علامات استفهام بين قوسين على حركات من الواضح أنها غير دقيقة وتزيد بشكل كبير من صعوبة مهمة اللاعب ... لا توجد علامات تعجب، لأنها تخدم لا يوجد غرض مفيد. يجب ذكر أفضل خطوة في التحليل على أي حال؛ لا يمكن أن تستخدم علامة التعجب إلا للإشارة إلى الإثارة الشخصية للمعلق». 

#### تكوين الشطرنج
عندما يتم تقديم حل لمشكلة شطرنج معينة، فهناك أيضًا بعض الاصطلاحات التي أصبحت ممارسة شائعة:
- تم تمييز حركة المفتاح بعلامة "!" واحدة على الأقل.
- محاولة التحرك مع وضع علامة "؟"
- يتم تمييز دحض محاولة التحرك بـ "!"
- عندما يكون التجنب المزدوج جزءًا من المحتوى الموضوعي لمشكلة ما، يتم تمييز الثنائيات المتجنبة (إذا تم إدراجها) بـ "؟"

### المناصب
تشير هذه الرموز إلى التوازن الاستراتيجي لموقع اللعبة:

#### = (متساوي)
المركز المتساوي: يتمتع الأبيض والأسود بفرص متساوية أكثر أو أقل.

#### + / = أو ⩲ (طفيف زائد للأبيض)
ميزة طفيفة: الأبيض لديه فرص أفضل قليلاً.

#### = / + أو ⩱ (طفيف زائد للأسود)
ميزة طفيفة: الأسود لديه فرص أفضل قليلاً.

#### +/ أو ± (مسح زائد للأبيض)
ميزة واضحة: الأبيض له اليد العليا. تتم كتابتها أيضًا كـ ± ؛ يمكن كتابة الرموز الأخرى المماثلة بهذا الأسلوب أيضًا.

#### - / + أو ∓ (مسح زائد للأسود)
ميزة واضحة: الأسود له اليد العليا. كما هو مكتوب كـ ∓؛ يمكن كتابة الرموز الأخرى المماثلة بهذا الأسلوب أيضًا.

#### + - (ميزة حاسمة للأبيض)
ميزة حاسمة: الأبيض لديه ميزة الفوز.

#### - + (ميزة حاسمة للأسود)
الميزة الحاسمة: يتمتع الأسود بميزة الفوز.

#### ∞ (غير واضح)
موقف غير واضح: من غير الواضح من (إن كان لدى أي شخص) الأفضلية. غالبًا ما تستخدم عندما يكون الوضع غير متماثل بدرجة كبيرة، على سبيل المثال، الأسود له هيكل بيدق متهدم ولكنه يمثل لعبًا نشطًا وخطيرًا.

#### = / ∞ (تعويض)
مع التعويض: لمن سقط مادي له تعويض عنه. يمكن أن يشير أيضًا إلى موضع غير واضح، ولكن يبدو للمضيف أنه متساوي تقريبًا. (الشكل البديل، هو علامة المساواة فوق اللانهاية.) تعطي الشطرنج حرفين مميزين لنفس المفهوم: يشير إلى الظروف التي يحصل فيها الأبيض على تعويض عن ميزة الأسود المادية، ويشير إلى الظروف التي يحصل فيها الأسود على تعويض عن ميزة الأبيض المادية. 

## رموز أخرى
هناك رموز أخرى تستخدمها محركات ومنشورات الشطرنج المختلفة، عند التعليق على الحركات أو وصف المواقف. العديد من الرموز لديها الآن ترميز يونيكود، لكن القليل منها لا يزال يتطلب خط شطرنج خاص بأحرف مناسبة.

### ذات الصلة بالنقل
- ⌓   أفضل: يشير إلى حركة أفضل من التي تم لعبها.
- □   فقط: الخطوة المعقولة الوحيدة، أو الحركة الوحيدة المتاحة.
- Δ  «مع الفكرة ...»: يشير إلى الخطة المستقبلية التي تدعمها هذه الخطوة.
- الرد: يشير إلى خطة الخصم التي تدافع هذه الحركة ضدها.
- TN أو N  Novelty: حركة تمثل حداثة نظرية .

### المناصب أو الشروط
- ↑  المبادرة: تدل على ميزة في المبادرة .
- →  هجوم: بهجوم .
- ⇄ لعبة   مضادة: تشير إلى أن اللاعب لديه لعبة مضادة .
- ↻ أو ↑↑  التنمية: يشير إلى الريادة في التنمية .
- ○   الفضاء: يشير إلى مساحة أكبريملكها لاعب واحد.
- ⊕ مشكلة الوقت، ويعرف أيضا باسم Zeitnot: تشير لاعب لديه الوقت القليل المتبقي على ساعتهم.
- ⊙ Zugzwang [2]